# مارتين أوروزكو
مارتين أوروزكو (بالإسبانية: Martín Orozco)‏ هو لاعب كرة قدم مكسيكي، ولد في 11 أبريل 1995.

## روابط خارجية
- مارتين أوروزكو على موقع قاعدة بيانات كرة القدم.إي يو (الإنجليزية)
- مارتين أوروزكو على موقع Soccerway.com (الإنجليزية)